# Кіцила Юрій Вітольдович
Юрій Вітольдович Кіцила (нар. 8 лютого 1956, м. Теребовля Тернопільської області — пом. 28 січня 2023, м. Тернопіль Тернопільської області) — український композитор, виконавець, аранжувальник, диригент, педагог, член НТШ, член Національної спілки журналістів України, Заслужений діяч мистецтв України (2005). Нагороджений відзнаками міського голови м. Тернополя, орденом "За благородство та благодійність", орденом "За розбудову України" (№487 всеукраїнське об'єднання "Країна").

## Життєпис
1975 року закінчив музично-теоретичний відділ Тернопільського муз коледжу (диплом з відзнакою, клас викладача Чернова Є. Г.), 1984 року — історико-теоретичний факультет Львівської консерваторії (клас викладача, кандидата мистецтвознавства Булки Ю. П.; ниніНаціональна музична академія— Національна музична академія).
Працює викладачем Тернопільського музичного училища. З  01. 09.2019 р. - голова ПЦК "Музичне мистецтво естради". 
Щорічно, починаючи з 1995 року, в концертних залах  Тернополя відбуваються авторські концерти Ю. Кіцили. Двічі творчі вечори композитора відбувалися у м. Києві, в залі НСПУ: 5 березня 2012 року, присвячений світлій пам'яті поетів Володимира Вихруща та Олександра Білаша та 4 грудня 2012 року, присвячений 140—літтю від дня народження Соломії Крушельницької. 5 квітня 2017 року, в рамках другого міжнародного фестивалю камерної та органної музики, що проходив у Львові відбувся авторський концерт Ю. Кіцили «Бо ти блаженна і земна», в якому прозвучала вокальна лірика на вірші поета Володимира Вихруща.
Відійшов у вічність 28 січня 2023 року.

## Доробок
Музика до:
- вистави «Одруження» М. Гоголя (1997; Тернопільський академічний обласний  драматичний театр ім Т. Шевченка),
- вистави «Ромул Великий» Ф. Дюрренматта (1998; Тернопільський академічний обласний  драматичний театр ім Т. Шевченка),
- музичної комедії "Сорочинський ярмарок" М. Гоголя (2017, Тернопільський академічний обласний драматичний театр ім Т. Шевченка),
- балету для дітей «Муха-цокотуха» (1982; Теребовлянське культурно-освітнє училище, нині вище училище культури).

Автор понад 300 пісень на вірші українських та зарубіжних поетів: Володимира Вихруща, Б. Демківа, Віталія Коротича, Янки Купали, А. Димиденка, В. Барни, О. Білаша, М. Супінки, А. Вихруща та ін.
Випустив 6 компакт-дисків, серед них «Тебе я піснею зігрію» (на вірші Володимира Вихруща), «Космос» (інструментальна сюїта), "Рідна хата", "Роби добро", "Доля" та ін. 
Написав цикли вокальної лірики на вірші поетів: В. Вихруща - "Бо ти блаженна і земна", "З любові джерел", О. Білаша - "Моя любов", В. Барни - "Ім'я твоє співаю". 
Інструментальна музика: "Концертна увертюра", Концерт для контрабаса з оркестром, "Адажіо" для саксофону-сопрано з оркестром, "Елегія" для труби з оркестром. Кантати: "Моя свята безсмертна Україно" на вірші Б. Демківа, "Христос Воскрес!" на вірші В. Вихруща..Ода "Дума про Україну" на вірші В. Вихруща,  історична дума "А на Хрещатику, а на Грушевського" на вірші А. Димиденка. Пісні героїко-патріотичної та ліричної тематики у супроводі духового оркестру.
Створив концертні програми: "Моя свята безсмертна Україно!", "Мамина любов", "Повстанська слава", "Доки є мати", "Безсмертя душі", "Доля", ""Тебе я піснею зігрію", "Сонце материнського обличчя", "Пісня на літа", "Вклонімся гегоям", "Роби добро", "Христос Воскрес!". 
Автор підручників:
- «Основи класичної гармонії» (для студентів виконавських відділів музичних училищ)
- «Збірник диктантів і вправ зі слухового аналізу» (для учнів музичних шкіл)
- Методичний посібник «Психологія музичного диктанту».
- Автор книжок про видатних педагогів Тернопільського музичного училища ім С. Крушельницької: "Юрій Максем: Життя з любов'ю",  "Музика серця дарована учням" (М. Старовецький), "Григорій Марченко".
- Бібліографічні довідники: "Тернопільська баянно-акордеонна школа" (викладачі класу баяна та акордеона відділу народних інструментів ТДМУ ім С. Крушельницької, випускники Львівської державної консерваторії ім М. Лисенка),  "Відділ "Теорія музики" -- 60 років".

## Премії
- Премія імені В. Вихруща (2004),  обласна мистецька премія ім С. Крушельницької, володар Гран-Прі третього міжнародного пісенного конкурсу "Чорнобильські мотиви" (Дніпропетровськ, 2009).